# NGC 3609
NGC 3609 ist ein Spiralgalaxie mit aktivem Galaxienkern vom Hubble-Typ Sab im Sternbild Löwe auf der Ekliptik. Sie ist schätzungsweise 359 Millionen Lichtjahre von der Milchstraße entfernt und hat einen Durchmesser von etwa 130.000 Lichtjahren. Gemeinsam mit NGC 3612 und PGC 34516 bildet sie das Galaxientrio Holm 241. 
Das Objekt wurde am 18. März 1869 von Otto Wilhelm von Struve entdeckt.